# Zvonimir Serdarušić
Zvonimir „Noka“ Serdarušić (* 2. September 1950 in Mostar, SFR Jugoslawien) ist ein deutscher Handballtrainer und ehemaliger kroatischer Handballtrainer und jugoslawischer Handballnationalspieler. Anerkennung erwarb er sich insbesondere durch seine langjährige Tätigkeit für den THW Kiel, den er von 1993 bis 2008 trainierte.
Serdarušić wechselte im Mai 1998 seine kroatische gegen die deutsche Staatsbürgerschaft.

## Spielerkarriere
Zunächst spielte er auf der Position des Kreisläufers und war in seiner Heimat bei Velez Mostar, Bosna Sarajevo und Partizan Bjelovar aktiv. 1980 wechselte er zum deutschen Bundesligisten THW Kiel. Nach einer Saison, in der er in 26 Spielen insgesamt 99 Tore erzielte, wechselte er wegen Differenzen mit der Mannschaftsführung zum Ligarivalen Reinickendorfer Füchse (73 Spiele mit 182 Toren). 1984 beendete er dort seine Spielerkarriere.
Als Spieler wurde er 72-mal in das jugoslawische A-Nationalteam sowie einmal in die Weltauswahl berufen. 1974 gewann er bei der Weltmeisterschaft die Bronzemedaille. Bei den Olympischen Spielen 1976 in Montreal wurde er Fünfter. Bei den Mittelmeerspielen 1975 gewann er mit dem Team die Goldmedaille.

## Trainerkarriere

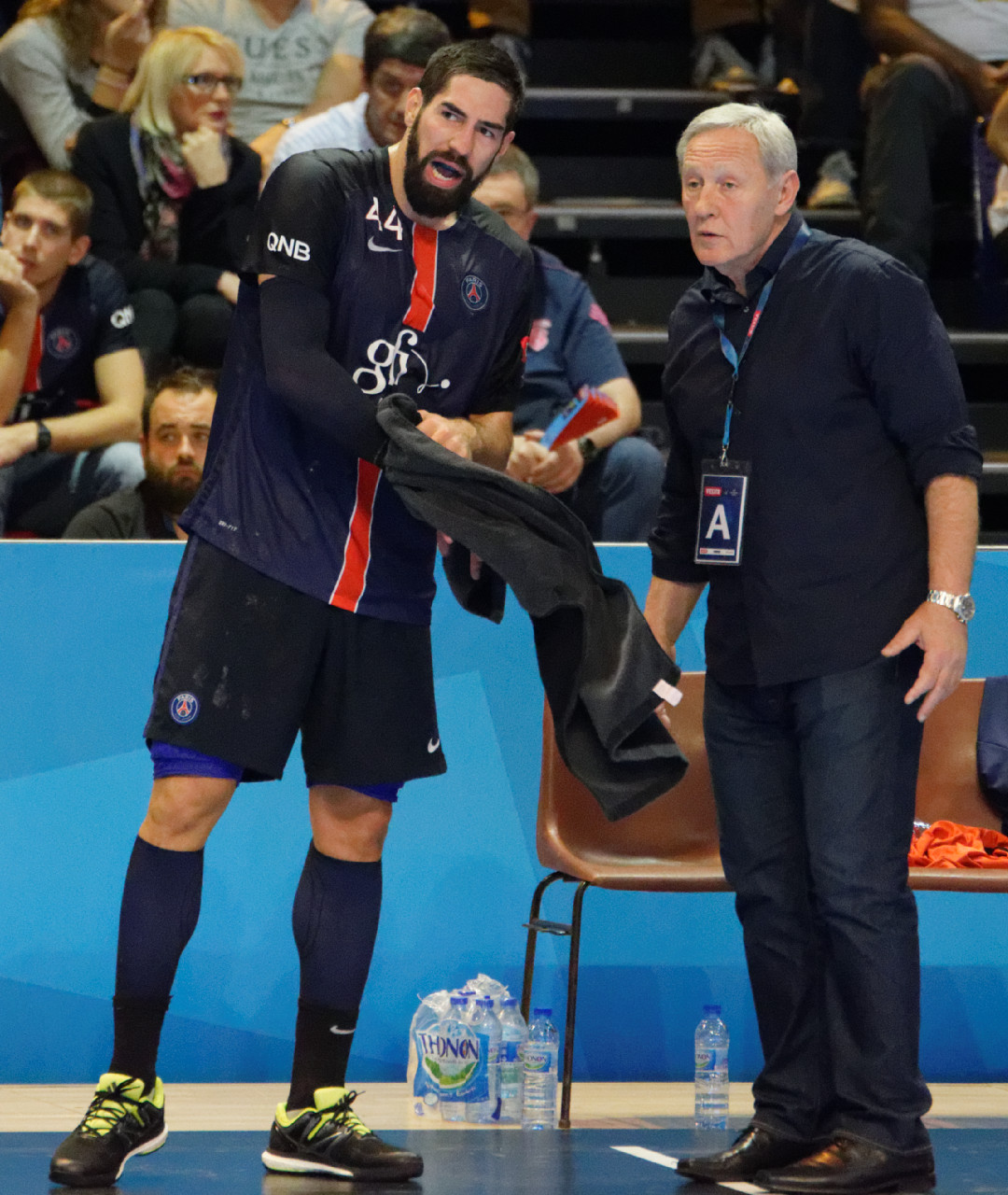
Zvonimir Serdarušić mit Nikola Karabatić am 11. Oktober 2015

Nach seiner aktiven Karriere kehrte er zurück nach Mostar, wo Velez Mostar seine erste Trainerstation war. Nachdem er Mehanika Metković trainierte, wechselte er 1989 zum Zweitligisten VfL Bad Schwartau, mit dem er sogleich aufstieg. Anschließend war seine nächste Station die SG Flensburg-Handewitt, mit der er ebenfalls in die Bundesliga aufstieg. Zwischen 1993 und 2008 trainierte er den THW Kiel, mit dem er seine größten Erfolge feierte. Am 25. Juni 2008 wurde der bis zum 30. Juni 2009 laufende Vertrag zwischen dem THW Kiel und Zvonimir Serdarušić einvernehmlich aufgelöst. Mit elf Meisterschaften ist Serdarušić der erfolgreichste Trainer der Handball-Bundesliga-Geschichte.
Zur Saison 2009 wollte er seine Trainerkarriere bei den Rhein-Neckar Löwen fortsetzen, bat aber am 25. Februar 2009 aus gesundheitlichen Gründen um Vertragsauflösung. Im Juli 2009 unterschrieb er einen Vier-Jahres-Vertrag als Trainer der slowenischen Nationalmannschaft. Nach verschiedenen Streitigkeiten trat er im Oktober 2010 von dem Posten als Nationaltrainer zurück. Nur einen Monat später stellte er auch sein Engagement beim slowenischen Verein RK Celje ein, obwohl er den Trainerposten dort erst im Laufe des Jahres übernommen hatte. Von September bis Dezember 2013 war er als Berater beim französischen Erstligisten Pays d’Aix UC tätig. Im Februar 2014 übernahm er dort den Trainerposten. Ab Juli 2015 trainierte er Paris Saint-Germain. Sein Vertrag lief im Sommer 2018 aus und er wurde durch Raúl González ersetzt.

## Betrugsvorwürfe
Seit 2009 sah sich Serdarušić mit Vorwürfen konfrontiert, während seiner Trainerzeit beim THW Kiel an Spielmanipulationen durch Schiedsrichterbestechung mitgewirkt zu haben. Die Staatsanwaltschaft Kiel erhob im Januar 2010 Anklage wegen des Vorwurfs gemeinschaftlich begangenen Betruges und Beihilfe zur Untreue. Das Landgericht eröffnete das Hauptverfahren im Januar 2011, bewertete das angeklagte Verhalten allerdings abweichend von der Anklage (§ 207 Abs. 2 Nr. 3 StPO) als gemeinschaftlich begangene Bestechung im geschäftlichen Verkehr (§ 299 StGB).  Am 26. Januar 2012 wurde Serdarušić vom Landgericht Kiel in allen Anklagepunkten freigesprochen.

## Erfolge als Spieler
- 2× Jugoslawischer Meister (1977, 1979)
- 1× Jugoslawischer Pokalsieger (1976)
- 1× Bronzemedaille bei der Handball-WM 1974
- DHB-Pokalfinale 1984 (mit den Reinickendorfer Füchsen)

## Erfolge als Trainer
- 11× Deutscher Meister (1994, 1995, 1996, 1998, 1999, 2000, 2002, 2005, 2006, 2007 und 2008)
- 5× DHB-Pokalsieger (1998, 1999, 2000, 2007 und 2008)
- 3× EHF-Pokalsieger (1998, 2002 und 2004)
- 4× Supercup-Sieger (1995, 1998, 2005 und 2007)
- 1× Slowenischer Meister (2010)
- 1× Slowenischer Pokalsieger (2010)
- 3× Französischer Meister (2016, 2017, 2018)
- 1× Französischer Pokalsieger (2018)
- 2× Französischer Ligapokalsieger (2017, 2018)
- 1× Französische Champions Trophy (2016)
- 1× EHF-Champions-League-Sieger (2007)
- 1× EHF-Champions-Trophy-Sieger (2007)
- 3× Deutscher Handballtrainer des Jahres (1996, 1999 und 2005)
- 3× Trainer der Saison (2006, 2007 und 2008)

## Privatleben
Serdarušić ist verheiratet und hat eine Tochter.